# Friedrich Jay
Friedrich Jay (* 9. Mai 1863 in Leipzig; † 21. März 1942 in Wien) war ein deutscher Bankier.

## Leben
Jay war ein Sohn des Kaufmanns Georg Christian Jay und dessen Ehefrau Caroline Alice Jay geb. Becker. Die Familie Jay immigrierte im Verlauf der Französischen Revolution nach Frankfurt am Main, und Georg Christian Jay ließ sich nach seiner Eheschließung in Leipzig nieder.
Friedrich Jay absolvierte seine Schulzeit in Leipzig und schloss diese mit dem Abitur ab. Anschließend begann er auf Wunsch seines Vaters eine kaufmännische Lehre in einem Leipziger Handelshaus. Durch Vermittlung seines Onkels, des Bankiers Friedrich Becker, konnte er seine Ausbildung durch mehrere Praktika in der Schweiz (Zürich) und in Großbritannien (London) ergänzen.
Nach der Rückkehr in seine Heimatstadt bekam Jay eine Anstellung beim Bankhaus Becker & Co., das sein Onkel Friedrich Becker leitete. 1890 berief ihn der Aufsichtsrat dieser Bank zum persönlich haftenden Gesellschafter. Als solcher war Jay dann auch maßgeblich an der Umstrukturierung der Leipziger Pferde-Eisenbahn-Gesellschaft beteiligt; aus der Leipziger Tramway Company entstand die Große Leipziger Straßenbahn AG.
1890 heiratete Jay in seiner Vaterstadt Melitta Günther, Tochter des Leipziger Ratsaktuars Carl Günther und Enkelin des Leipziger Industrie-Pioniers Carl Heine. Mit ihr hatte er vier Söhne, darunter der spätere Industrielle Fritz Jay-von Opel.
Als sein Onkel 1895 starb, erbte Jay das Bankhaus Becker & Co. und übernahm als Geschäftsführer auch die Leitung der Bank. Als solcher förderte er nach allen Möglichkeiten die industrielle Entwicklung. Unter seiner Mithilfe wurden u. a. die Unternehmen Sächsische Emaillier- und Stanzwerke in Lauter/Sa., Union Preßhefe AG in Leipzig-Mockau, Langbein-Pfanhauser Werke in Leipzig-Sellerhausen und Leipziger Außenbahn AG gegründet. Allen diesen Unternehmen stand Friedrich Jay als Aufsichtsratsvorsitzender vor. 
Neben diesen Ämtern und der Leitung des Beckerschen Bankhauses war Friedrich Jay noch in  weiteren Aufsichtsräten der verschiedensten Gesellschaften und Unternehmen vertreten. Als 1898 das Bankhaus Becker & Co. in eine Kommanditgesellschaft auf Aktien (KGaA) umgewandelt wurde und mit einem Kapital von 10 Millionen Mark der Berliner Disconto-Gesellschaft angeschlossen wurde, blieb Jay der Posten des Geschäftsführers erhalten. Auch als 1901 diese von der Leipziger Allgemeinen Deutschen Credit-Anstalt (ADCA) übernommen wurde, konnte Jay als Geschäftsführer weiter tätig bleiben. 1913 wählte ihn die Geschäftsleitung der ADCA zu ihrem Präsidenten.
Als Generalkonsul vertrat Friedrich Jay in Leipzig die Interessen des Königreichs Dänemark. Schon bald nach der Machtergreifung durch die Nationalsozialisten 1933 war Jay gezwungen, von allen seinen Ämtern zurückzutreten. Im Sommer 1937 ließ sich Friedrich Jay in Wien nieder und starb im Alter von fast 79 Jahren am 21. März 1942 in Wien.